# مسجد الحاج ملا أغا
مسجد الحاج ملا أغا هو مسجد تاريخي يعود إلى عصر القاجاريون، ويقع في قزوين.